# フランク・ホワイト (ノースダコタ州知事)
フランク・ホワイト（英語: Frank White, 1856年12月12日 - 1940年3月23日）は、アメリカ合衆国の政治家。共和党に所属し、1901年から1905年まで第8代ノースダコタ州知事を、1921年から1928年まで第25代アメリカ合衆国財務官を務めた。

## 生い立ちと初期の経歴
1856年12月12日、イリノイ州スティルマンヴァレーにおいて、ジョシュア・ホワイト (Joshua White, 1814-1890) とルーシー・アン・ブラウン (Lucy Anne Brown, 1817-1885) の第8子として誕生した。
ホワイトは1880年にイリノイ大学で土木工学の学士号を取得し、大学卒業後はミルウォーキー鉄道に就職した。ホワイトはその後1904年、イリノイ大学から法学博士号を授与された。
1882年、ホワイトはダコタ準州に移住した。ホワイトはヴァレーシティ近郊でミルウォーキー鉄道から土地を購入し、農場を開いた。1889年にノースダコタ州が成立すると、ホワイトは州兵に参加した。ホワイトは第G中隊で大尉に任ぜられた。1890年、ホワイトは政治の世界に関心を移し、ノースダコタ州下院議員に第15選挙区から選出された。ホワイトは州下院議員を1期務めた後、1892年に州上院議員に選出された。ホワイトは続く1896年にも再選を果たした。

## 米西戦争
1898年、スペインとの間で米西戦争が起こると、ホワイトは州上院議員を辞職し、所有する農場も売り払った。ホワイトはノースダコタ州第1志願歩兵中隊で少佐に任ぜられた。ホワイトはフィリピンでの作戦従事を命じられ、1898年7月30日にフィリピンに到着した。ホワイトは8月13日からのマニラ占領作戦に参加し、20日以上に渡って交戦を行った。ホワイトは指揮官として非常によい評判を獲得し、勇敢さを称える銀星章を戦中に授与された。
ホワイトは1899年に帰国し、文民生活に復帰した。ホワイトはリッチヴィル近郊に新たな農場を購入し居住した。ホワイトはウィリアム・マッキンリー大統領の下で私的顧問を務めた。また1900年、ホワイトは保険業と不動産業を開業した。

## ノースダコタ州知事
1900年、ホワイトは共和党の推薦を受けてノースダコタ州知事に立候補し、秋の選挙で勝利を収めた。ホワイトは州知事を2期8年務め、必要とされた多くの改革を実行した。ホワイトは学校基金への多額の投資を取り止め、債券や農業金融への投資を増額した。またホワイトは公債発行借入金の返却のため減債基金を導入し、知事在任中に州債をすべて償還することに成功した。同時に、州がそれまで抱えていた22万3000ドルの赤字を解消することにも成功した。
知事退任後、ホワイトは政界から身を引き民間事業に復帰した。ホワイトはミドルウェスト火災保険社を創設し、1913年まで社長を務めた。1913年、ミドルウェスト火災保険社はツインシティ火災保険社と合併した。1914年、ホワイトはミドルウェスト信託社を創設した。ホワイトはアメリカ合衆国の第一次世界大戦参戦までミドルウェスト信託社の社長を務めた。またホワイトは1915年から1917年までノースダコタ州評議会の委員も務めた。

## 第一次世界大戦
1917年にアメリカ合衆国が第一次世界大戦への参戦を決定すると、ホワイトは大佐として再度の任命を受けた。ホワイトはノースダコタ州兵第2連隊を指揮した。連隊はその後、第41歩兵師団に統合された。1918年、ホワイトはフランスに派遣された。だが年齢による理由のため、ホワイトに実践任務は割り当てられなかった。戦後、ホワイトはミドルウェスト信託社の社長に復帰した。

## アメリカ合衆国財務官
1921年、ホワイトはウォレン・ハーディング大統領からアメリカ合衆国財務官に任命された。ホワイトはジョン・バークの後任として財務官に着任し、続くカルヴィン・クーリッジ大統領の下でも財務官を務めた。
ホワイトは1928年にアメリカ合衆国財務官を辞任した。ホワイトはテネシー州チャタヌーガのサザン抵当保証社で社長に就任した。

## 晩年
1940年3月23日、ホワイトはワシントンD.C.において死去した。ホワイトの遺体はバージニア州のアーリントン国立墓地に埋葬された。

## 家族
1880年代、ホワイトはインディアンの血を引く女性エルシー・ハドリー (Elsie Hadley, 1864-1925) と知り合った。エルシーはその当時、州立ヴァレーシティ師範学校で数学教師を務めていた。2人は1894年9月19日にインディアナ州で結婚した。2人の間には以下の子供が生まれた。
1. エドウィン・リー・ホワイト (Edwin Lee White, 1896-????)
2. リチャード・セルドン・ホワイト (Richard Seldon White, 1903-????)